# 原理
原理（げんり、羅: principium、仏: principe、英: principle、独: Prinzip）とは、哲学や数学において、学問的議論を展開する時に予め置かれるべき言明。
そこから他のものが導き出され規定される始原。他を必要とせず、なおかつ他が必要とする第一のものである。

## 概説
もともと古代ギリシャ語のアルケー（古希: ἀρχή）という語・概念があり、キケロがそれをラテン語に翻訳する時に「principium プリンキピウム」という語をあてたという。
「principium」という語は、prin + cipiumという構造になっており、「prin」は「最初の」という意味で、「cipi」は「cippus」と同グループ・同義の語で「石」などの意味を持つ言葉である。つまり、「principium」は「最初の石」「最初に置かれる石」といった意味の言葉である。
このprincipiumなどの日本語訳として「原理」があてられている。
古代ギリシャ語のアルケー(ἀρχή)は物事の根源を指した。アリストテレスはアルケーに関する先人たちの説に言及し、例えばタレースはアルケーを水とし、ヘラクレイトスは火だとし、エンペドクレースは土・水・火・空気の四大からなるリゾーマタとし、アナクシマンドロスはト・アペイロンだとした、と説明した。
エウクレイデスは数学を公理論的に示すにあたり、まず冒頭に前提として置かれる諸原理（定義、要請（=公準）、共通概念（=公理））を配置しておいて、それに続いて様々な議論を展開した。数学においてはそうした諸原理は、自明の真理とみなされるものもあったが、ただの出発点で仮説的なものとされるものもあった。
原理について、アリストテレスはつきつめた探求を行い、存在論的原理と認識論的原理を認め、存在論的原理として神、認識論的原理として、論理学のいくつかのもの（同一律、矛盾律、排中律など）を採用した。アリストテレスは神を第一原因とも呼んだ。

## 各学問における原理

### 数学における原理
エウクレイデスの様な数学者らは数学を公理論的に整序して提示する際に冒頭へ呈示すべきものとして定義、公準（要請）、公理（共通概念）などの諸原理を置いて議論展開した。
数学における原理は、自明なる真理または単なる仮説的出発点と看做された。

### 哲学における原理
原理の哲学的研究を推し進めたのはアリストテレースで、例えば存在論的原理として神をみとめた。また彼は認識論的原理として論理学上のいくつかの原理（同一律、矛盾律、排中律など）を定立した。他に、諸学を始めるにあたってそれぞれの学問に相応しい原理を立てた。中世のスコラ学は概ねアリストテレースの思考法を踏襲しているといえる。
アリストテレースの思考法へ批判の目が向けられたのはルネ・デカルトの著書『方法序説』（1637年）の中でである。デカルトは、思考するわれの存在を第一原理として立てれば不可疑の議論が展開されるとした。
ゴットフリート・ライプニッツはデカルトの洞見を認めつつ「我思う、ゆえに我あり（cogito, ergo sum）」を相対化し、連続の原理や不可識別者同一の原理などの論理学・数学・形而上学などの諸原理を探求していった。
哲学における原理を批判したのが弁証法を強調するプラトーン、ヘーゲル、マルクスなどの思想家や、現象学的哲学の一般的態度である。

### 自然哲学・自然科学における原理
古くはアルキメデスがアルキメデスの原理を見出した。
17世紀にブレーズ・パスカルが「密閉容器中の流体は、その容器の形に関係なく、ある一点に受けた単位面積当りの圧力をそのままの強さで、流体の他のすべての部分に伝える」と指摘し、これは現在パスカルの原理と呼ばれている。
17世紀、ケンブリッジ大学にはプラトン主義を信奉する学者が多数いたが、そのひとりであるアイザック・バローの弟子となったアイザック・ニュートンは『自然哲学の数学的諸原理』を著わし、公理論的に構築した理論体系を示した。これは結果として古典力学体系の骨格となった。
18世紀～20世紀にかけて、自然科学者たちは、生命には無生物とは異なる《vital principle 生命原理》がある、と考えるようになり、これが生物学の方向性を決めるものになった。ちょうどアイザック・ニュートンが数学的原理の上にニュートン力学という輝かしい体系を構築したように、観察によって生命原理を事実として受け入れ、それを出発点とする理論体系を構築しようと試みたのである。そして《生命原理》は自然法則のひとつだと一般に考えられていた。誤解のないように言っておくと、当時の科学者たちは、こうした考え方を、ニュートン力学同様に科学的な説であると考えていたのであり、主流の科学者たちがそう考えていたのである。たとえば現代人が高く評価する19世紀の実験生物学者パスツールも同様の考え方をしており、発酵という現象は生命体によってのみ可能だと考えていたのである。この考え方が、科学者らを生物研究へと駆り立てる原動力となっていたのである。近年ではこれをヴァイタリズムと言う。この説を単なる忌まわしい説だったとし、“このような説から脱却することが生物学の誕生だった”、などとする説というのは、20世紀半ばにクリックなどが、生物学で起きた事実を隠蔽するために語った作り話が科学者らの間で広まった通俗的な説であり、これは科学の世界で起きた本当の歴史を全然踏まえておらず、偽ものの歴史、真っ赤な嘘である。
18世紀～19世紀ころには「物質」を「実在」と考え信奉し原理に据えようとする者が多かったが、20世紀には、物質は対物質によって消滅してしまうことがある（対消滅が起きる）、と知られるようになり、消滅してしまうことがあるようなものは根本原理には据えられないと考えられるようになり、位置づけが低下した。
オストヴァルトらエネルゲティーク（エネルギー論者）は、宇宙の根本は、物質などといったいい加減なものではなく エネルギーだ、と主張し、当時は科学界で一大勢力となり、主流のような位置付けにすらなっていた時期があったが、後に彼らは様々な経緯があって排除・異端視されるようになり、自然科学史でも言及されることが減った。
20世紀初頭にはアインシュタインが「いかなる座標系においても物理法則は不変である」とする相対性原理を提唱した。同世紀なかばには不確定性原理が理解されるようになった。
近年では、自然科学で「原理」と言っても、ある理論体系の出発点だけでなく、より基本的な法則から導かれる副次的なものもある。化学の歴史をたどると、決して根本的な事象から先に発見されていったわけではないため、最初は根本原理だと考えられていたものが、後になって、そうでなかったと考えられるようになったものは多いのである。
「原理」の他、「法則」「律」など、慣習によって呼ばれ方は異なる。
「原理」は自然科学においても用いられることがある用語だが、かなりの拡大解釈を受け、「機械の動作原理」などと言うような用法でもしばしば用いられている。

## 分類
上述のごとく、アリストテレスは存在原理は神とした。
認識原理のほうは、思惟や認識の出発点のことである。
近年では、唯心論における心、18～19世紀に流行した唯物論における物質、なども存在原理に分類されることがある。